# Любовь между строк (фильм)
«Любовь между строк» (нем. Gut gegen Nordwind) — немецкий кинофильм режиссёра Ванессы Йопп, снятый в 2019 году. Основан на романе "Лучшее средство от северного ветра" австрийского писателя Даниэля Глаттауэра 2006 года.

## Сюжет
Эмма Ротнер хочет отменить подписку на журнал Like. Тем не менее, её электронное письмо непреднамеренно попадает на адрес лингвиста Лео Лейке из-за опечатки в адресе. Начинается обмен сообщений между незнакомыми людьми. Поскольку Лео находит, что имя «Эмма» более подходит пожилой женщине, он бесцеремонно называет свою новую знакомую «Эмми». Лео переживает разрыв со своей девушкой Марлен, признавшейся ему в измене. Эмма же счастлива в браке.
Эмми и Лео уверяют, что не гуглят друг друга, что позволяет им поддерживать образ своей иллюзорной мечты. Первоначально для неё это способ слегка оживить свою скучную жизнь, а для Лео — бегство от боли разлуки и забот о больной матери, но со временем на виртуальном острове вдали от повседневной рутины развивается интенсивный и личный обмен электронной почтой, в ходе которого оба обмениваются мыслями и чувствами и с большой откровенностью доверяют друг другу всё более интимные детали.

## В ролях
- Нора Чирнер — Эмма Ротнер
- Александр Фелинг — Лео Лейке
- Ульрих Томсен —  Бернхард Ротнер
- Элла Румпф — Эдриенн Лейке
- Клаудиа Эйзингер — Марлен Корлински
- Лиза Томашевски — Клара Ротнер
- Элеонора Вайсгербер — Вера
- Джина Хенкель — Симона
- Пит Фукс — доктор Кох

## Производство
Фильм был снят с 17 апреля по 20 июня 2018 года в Северном Рейне-Вестфалии, а также на побережье Северного моря Шлезвиг-Гольштейн.